# Lennartsfors (Schweden)
Lennartsfors ist eine kleine Ortschaft (småort) in der Gemeinde Årjäng, die zur schwedischen Provinz Värmlands län gehört und im Südwesten der historischen Provinz (landskap) Värmland liegt.

## Geographie

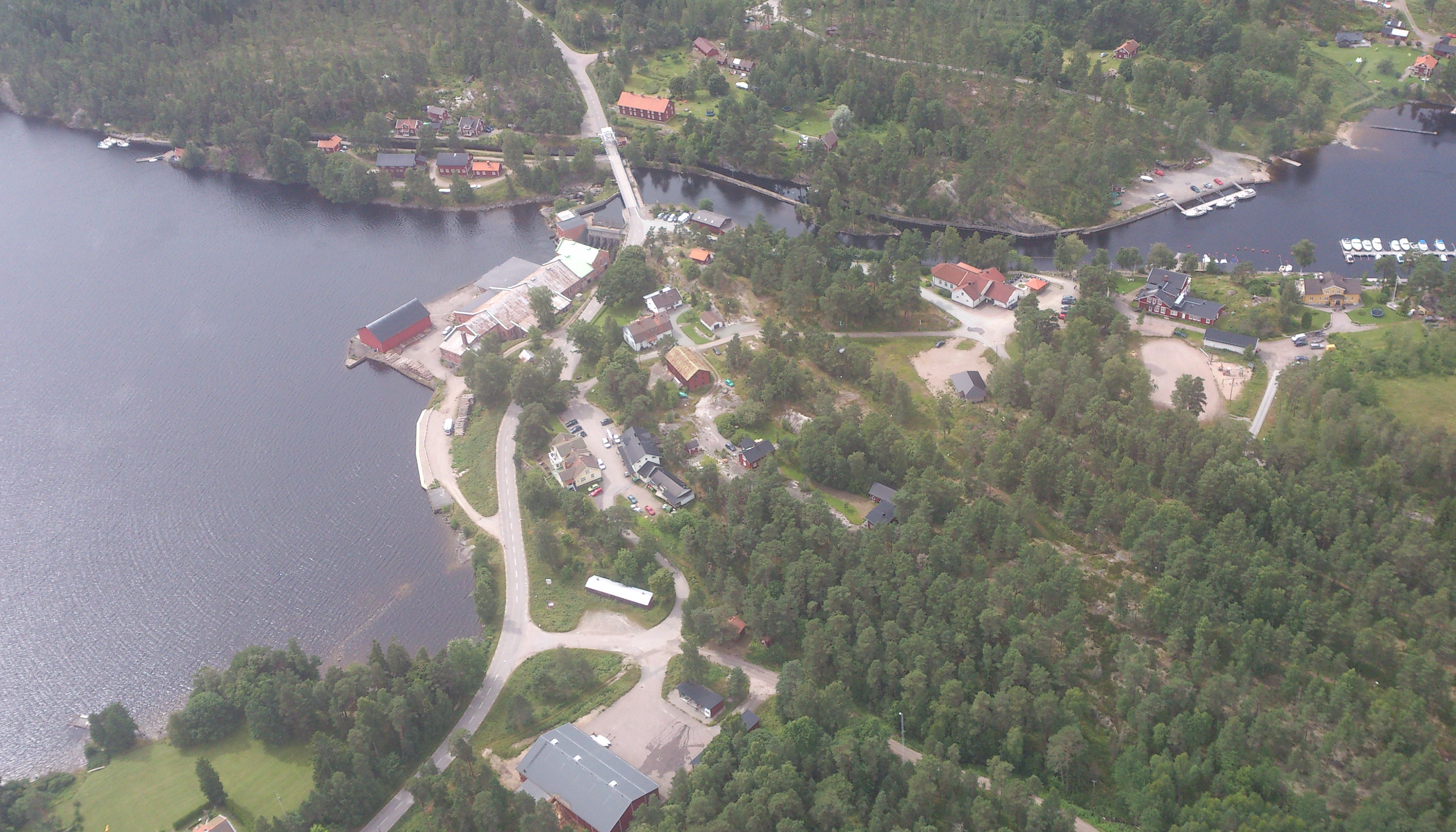
Lennartsfors (2012)

Der Ort liegt etwa vier Kilometer von der norwegischen Grenze entfernt in einer abwechslungsreichen Seenlandschaft am Dalsland-Kanal. In Lennartsfors befindet sich eine Schleuse mit drei Kammern, die als Schleusentreppe vom südlich gelegenen See Lelång hinauf zum nur kurzen, in den Fels gesprengten Kanal und schließlich in den nördlich liegenden See Foxen führt. Dort liegt der Gasthafen.
Der Foxen bildet das Nordende des noch viel größeren Stora Le, der in der Liste der Seen in Schweden auf dem 19. Platz liegt. Er streckt seine Buchten westlich nach Norwegen hinein und südlich bis hin in das etwa 60 km entfernte Dals Ed in der historischen Provinz (landskap) Dalsland.

## Geschichte

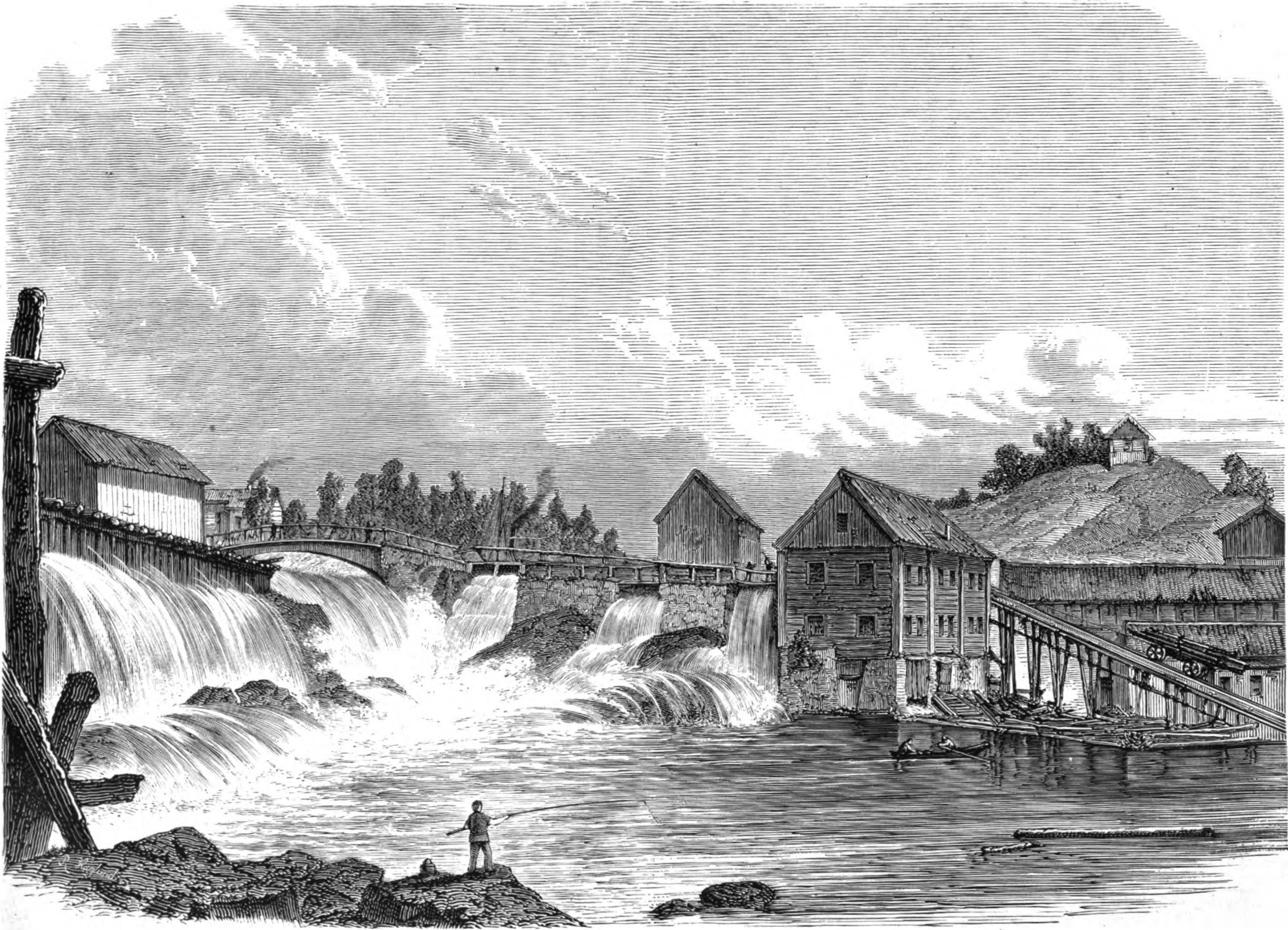
Lennartsfors (1870)

Lennartsfors ist ein alter Industrieort, der bereits im 16. Jahrhundert eine Wassermühle besaß. Seit dem 17. Jahrhundert gab es ein wasserbetriebenes Sägewerk. Der Name Lennartsfors entstand etwa 1840, als Lennart Uggla und Gustaf Ekman ein Eisenwerk am Ränkeforsen gründeten. Es wurde jedoch bereits 1877 stillgelegt. Seit etwa 1880 wurden die Gebäude von einer holzverarbeitenden Fabrik genutzt, die bis 1940 in Betrieb blieb. Später siedelte sich ein mechanischer Industriebetrieb mit Verbindung zum schwedischen Rechenmaschinenhersteller Facit AB auf dem Gelände an. Die meisten Gebäude stehen noch heute, werden jedoch nicht mehr genutzt.

## Wirtschaft und Infrastruktur
Heute gibt es in dem Ort nur noch wenig Industrie, im Zentrum steht der Bau von forstwirtschaftlichen und Holzbearbeitungsmaschinen. Die Forstwirtschaft spielt nach wie vor eine wichtige Rolle.
Durch die landschaftlich reizvolle Lage am Dalsland-Kanal kommen insbesondere im Sommer viele Besucher nach Lennartsfors. Weiterhin geben Ferienhäuser, Campingplatz sowie Kanu- und Bootsverleih dem Tourismus eine Grundlage, sich weiterzuentwickeln.

## Persönlichkeiten
- Gun Hellberg, bildende Künstlerin, lebt in Lennartsfors[2]
- Hans Hellberg (1929–2011), Theaterschauspieler und -regisseur, lebte lange in Lennartsfors
- Thomas Wassberg (* 1956 in Lennartsfors), Skilangläufer, mehrfacher Olympiasieger und Weltmeister